# Автомобільні шляхи Чернівецької області
Автомобі́льні шляхи́ Чернівецької області — мережа доріг на території Буковини, що об'єднує між собою населені пункти та окремі об'єкти та призначена для руху транспортних засобів, перевезення пасажирів та вантажів.